# IRB Sevens World Series 2012-2013
L'IRB Sevens World Series 2012-2013 è stata la quattordicesima edizione del torneo internazionale di rugby a 7. La vittoria finale è andata nuovamente alla Nuova Zelanda che ha così conquistato il suo undicesimo titolo e il terzo successo consecutivo.

## Tornei 2012-13
| Tornei 2012–13            | Tornei 2012–13                             | Tornei 2012–13               | Tornei 2012–13 |
| Torneo                    | Località                                   | Date                         | Vincitore      |
| ------------------------- | ------------------------------------------ | ---------------------------- | -------------- |
| Australia Sevens 2012     | Skilled Park, Gold Coast                   | 13-14 ottobre 2012           | Figi           |
| Dubai Sevens 2012         | The Sevens, Dubai                          | 30 novembre-1º dicembre 2012 | Samoa          |
| South Africa Sevens 2012  | Nelson Mandela Bay Stadium, Port Elizabeth | 8-9 dicembre 2012            | Nuova Zelanda  |
| New Zealand Sevens 2013   | Westpac Stadium, Wellington                | 1-2 febbraio 2013            | Inghilterra    |
| United States Sevens 2013 | Sam Boyd Stadium, Las Vegas                | 8-10 febbraio 2013           | Sudafrica      |
| Hong Kong Sevens 2013     | Hong Kong Stadium, Hong Kong               | 22-24 marzo 2013             | Figi           |
| Japan Sevens 2013         | Stadio Principe Chichibu, Tokyo            | 30-31 marzo 2013             | Sudafrica      |
| Scotland Sevens 2013      | Scotstoun Stadium, Glasgow                 | 4-5 maggio 2013              | Sudafrica      |
| London Sevens 2013        | Twickenham, Londra                         | 11-12 maggio 2013            | Nuova Zelanda  |

## Squadre partecipanti
All'inizio di ogni stagione l'IRB annuncia le squadre che hanno diritto a disputare l'intera serie della stagione in corso. Per la prima volta sono state annunciate 15 squadre per la stagione 2012-13, mentre nelle edizioni passate le squadre sono state 12. Le squadre per il 2012-13 sono:
- Argentina
- Australia
- Canada
- Figi
- Francia
- Galles
- Inghilterra
- Kenya
- Nuova Zelanda
- Portogallo
- Samoa
- Scozia
- Spagna
- Stati Uniti
- Sudafrica

In questa edizione l'IRB ha introdotto per la prima volta un sistema di promozione e retrocessione per determinare le 15 squadre che avranno diritto a disputare l'intera serie per la prossima edizione. Tale sistema prevede una fase preliminare, disputata all'interno del torneo di Hong Kong, e una serie di partite di qualificazione la cui fase finale viene disputata all'interno dell'ultimo torneo londinese. La fase di qualificazione coinvolge anche le ultime tre squadre classificate dal 13º al 15º posto nella classifica globale, mentre le prime 12 squadre sono invece qualificate automaticamente.

## Punteggi
Il campionato ha una classifica determinata dai punti guadagnati in ogni torneo. Per tutti i tornei si può applicare questo programma:
- Vincitore della Cup (1º posto): 22 punti
- Finalista della Cup: 19 p
- Vincitore 3º posto della Cup: 17 p
- Perdente finale 3º posto della Cup (4º posto): 15 p
- Vincitore del Plate (5º posto): 13 p
- Finalista Plate: 12 p
- Semifinaliste Plate: 10 p
- Vincitore Bowl (9º posto): 8 p
- Finalista Bowl: 7 p
- Semifinaliste Bowl: 5 p
- Vincitore Shield (13º posto): 3 p
- Finalista Shield: 2 p
- Semifinaliste Shield: 1 p

Se due squadre sono a pari punti a fine stagione si usano i seguenti metodi per stabilire la classifica:
1. Differenza punti in stagione
2. Totale mete in stagione
3. Se non sono bastati i criteri sopra le squadre sono pari

## Formato
In un evento normale partecipano 16 squadre, in quello di Hong Kong 28. In ogni torneo le squadre sono divise in gironi da quattro formazioni, che disputano un girone all'italiana. Sono attribuiti 3 punti per la vittoria, 2 per il pareggio, uno per la sconfitta, 0 se si dà forfait. A parità di punti sono considerati:
1. Confronto diretto.
2. Differenza punti.
3. Differenza mete.
4. Punti segnati.
5. Sorteggio.

In ogni torneo sono assegnati quattro trofei, in ordine discendente di prestigio: Cup, al vincitore dell'evento, Plate, Bowl e Shield. Ogni trofeo è assegnato alla fine dei confronti diretti.
In un normale evento le prime due di ogni girone avanzano per competere per la Cup. Le perdenti dei quarti di finale passano nel tabellone per il Plate. Il Bowl è conteso fra terzi e quarti dei gironi, mentre per lo Shield giocano i perdenti dei quarti di finale del Bowl.
Nel torneo di Hong Kong avanzano per la Cup i vincitori dei sei gironi e le due migliori seconde. Il Plate è conteso dalle perdenti ai quarti di finale della Cup, le restanti seconde classificate e le quattro migliori terze classificate competono per il Bowl, mentre le rimanenti otto squadre competono per lo Shield.

## Classifica generale
| Stagione 2012-13 | Stagione 2012-13 | Stagione 2012-13 | Stagione 2012-13 | Stagione 2012-13 | Stagione 2012-13 | Stagione 2012-13 | Stagione 2012-13 | Stagione 2012-13 | Stagione 2012-13 | Stagione 2012-13 | Stagione 2012-13 |
| Pos.             | Nazione          | Australia        | Dubai            | Sudafrica        | Nuova Zelanda    | Stati Uniti      | Hong Kong        | Giappone         | Scozia           | Inghilterra      | Punti Totali     |
| ---------------- | ---------------- | ---------------- | ---------------- | ---------------- | ---------------- | ---------------- | ---------------- | ---------------- | ---------------- | ---------------- | ---------------- |
| 1                | Nuova Zelanda    | 19               | 19               | 22               | 17               | 19               | 17               | 19               | 19               | 22               | 173              |
| 2                | Sudafrica        | 17               | 7                | 17               | 10               | 22               | 5                | 22               | 22               | 10               | 132              |
| 3                | Figi             | 22               | 10               | 12               | 7                | 15               | 22               | 10               | 10               | 13               | 121              |
| 4                | Samoa            | 10               | 22               | 7                | 15               | 17               | 13               | 10               | 5                | 5                | 104              |
| 5                | Kenya            | 15               | 17               | 5                | 19               | 1                | 15               | 5                | 7                | 15               | 99               |
| 6                | Inghilterra      | 7                | 3                | 5                | 22               | 5                | 8                | 8                | 17               | 17               | 92               |
| 7                | Galles           | 5                | 13               | 13               | 3                | 10               | 19               | 5                | 15               | 8                | 91               |
| 8                | Australia        | 10               | 1                | 8                | 13               | 3                | 10               | 17               | 8                | 19               | 89               |
| 9                | Francia          | 12               | 15               | 19               | 5                | 8                | 3                | 15               | 3                | 7                | 87               |
| 10               | Argentina        | 13               | 8                | 15               | 10               | 7                | 2                | 7                | 12               | 10               | 84               |
| 11               | Stati Uniti      | 2                | 5                | 10               | 1                | 10               | 5                | 13               | 13               | 12               | 71               |
| 12               | Canada           | 5                | 12               | 1                | 8                | 13               | 12               | 3                | 10               | 5                | 69               |
| 13               | Scozia           | 3                | 5                | 1                | 12               | 12               | 1                | 12               | 5                | -                | 51               |
| 14               | Portogallo       | 1                | 10               | 10               | 1                | 1                | 10               | 1                | 1                | -                | 35               |
| 15               | Spagna           | 8                | 2                | 3                | 5                | 5                | 1                | 1                | 1                | -                | 26               |
| 16               | Hong Kong        | -                | -                | -                | -                | -                | 7                | -                | -                | -                | 7                |
| 17=              | Russia           | -                | 1                | -                | -                | -                | -                | -                | 2                | -                | 3                |
| 17=              | Tonga            | 1                | -                | -                | 2                | -                | -                | -                | -                | -                | 3                |
| 19=              | Giappone         | -                | -                | -                | -                | -                | -                | 2                | -                | -                | 2                |
| 19=              | Uruguay          | -                | -                | -                | -                | 2                | -                | -                | -                | -                | 2                |
| 19=              | Zimbabwe         | -                | -                | 2                | -                | -                | -                | -                | -                | -                | 2                |